# Superior (Kolorado)
Superior – miasto w Stanach Zjednoczonych, w stanie Kolorado, w hrabstwie Boulder.